# Nuoto ai campionati europei di nuoto 2018 - 100 metri dorso maschili
La gara dei 100 metri dorso maschili degli Europei 2018 si è svolta il 5 e 6 agosto 2018. Al mattino del 5 agosto si sono svolte le batterie e nel pomeriggio le semifinali, mentre la finale si è disputata nel pomeriggio del 6 agosto.

## Podio
| Pos.    | Atleta             | Nazione |
| ------- | ------------------ | ------- |
| Oro     | Kliment Kolesnikov | Russia  |
| Argento | Evgenij Rylov      | Russia  |
| Bronzo  | Apostolos Christou | Grecia  |

## Record
Prima della manifestazione il record del mondo (RM), il record europeo (EU) e il record dei campionati (RC) erano i seguenti:
|  | 51"85 | Ryan Murphy     | 13 agosto 2016 Rio de Janeiro |
|  | 52"11 | Camille Lacourt | 10 agosto 2010 Budapest       |
|  | 52"11 | Camille Lacourt | 10 agosto 2010 Budapest       |

Durante la competizione non sono stati migliorati record.

## Risultati

### Batterie
| Pos. | Batteria | Corsia | Atleta               | Nazionalità | Tempo       | Note        |
| ---- | -------- | ------ | -------------------- | ----------- | ----------- | ----------- |
| 1    | 6        | 4      | Evgenij Rylov        | Russia      | 52"91       | Q           |
| 2    | 5        | 4      | Kliment Kolesnikov   | Russia      | 53"01       | Q           |
| 3    | 4        | 4      | Grigorij Tarasevič   | Russia      | 53"34       |             |
| 4    | 5        | 2      | Simone Sabbioni      | Italia      | 53"95       | Q           |
| 5    | 6        | 5      | Robert Glință        | Romania     | 54"01       | Q           |
| 6    | 5        | 5      | Apostolos Christou   | Grecia      | 54"40       | Q           |
| 7    | 6        | 7      | Jan-Philip Glania    | Germania    | 54"44       | Q           |
| 8    | 5        | 7      | Luke Greenbank       | Regno Unito | 54"47       | Q           |
| 9    | 4        | 5      | Yakov Toumarkin      | Israele     | 54"57       | Q           |
| 10   | 4        | 1      | Conor Ferguson       | Irlanda     | 54"61       | Q           |
| 11   | 4        | 6      | Christian Diener     | Germania    | 54"63       | Q           |
| 12   | 5        | 9      | Tomáš Franta         | Rep. Ceca   | 54"65       | Q           |
| 13   | 6        | 6      | Shane Ryan           | Irlanda     | 54"67       | Q           |
| 14   | 3        | 7      | Brodie Williams      | Regno Unito | 54"83       | Q           |
| 15   | 5        | 6      | Richárd Bohus        | Ungheria    | 54"85       | Q           |
| 16   | 4        | 3      | Thomas Ceccon        | Italia      | 54"89       |             |
| 16   | 4        | 8      | Nicholas Pyle        | Regno Unito | 54"89       | Q           |
| 18   | 4        | 7      | Paul Bedel           | Francia     | 54"92       | Q           |
| 19   | 6        | 8      | Maxence Orange       | Francia     | 54"96       |             |
| 20   | 4        | 2      | Mikita Tsmyh         | Bielorussia | 55"00       |             |
| 21   | 3        | 5      | Bernhard Reitshammer | Austria     | 55"06       |             |
| 22   | 6        | 2      | Radosław Kawęcki     | Polonia     | 55"07       |             |
| 23   | 3        | 9      | Ralf Tribuntsov      | Estonia     | 55"09       |             |
| 24   | 6        | 1      | Stanislas Huille     | Francia     | 55"11       |             |
| 25   | 5        | 1      | Nikolaos Sofianidis  | Grecia      | 55"26       |             |
| 25   | 6        | 0      | Gustav Höfkelt       | Svezia      | 55"26       |             |
| 27   | 5        | 3      | Kacper Stokowski     | Polonia     | 55"34       |             |
| 28   | 3        | 8      | Anton Lončar         | Croazia     | 55"39       |             |
| 29   | 2        | 4      | Markus Lie           | Norvegia    | 55"52       |             |
| 30   | 4        | 0      | Thierry Bollin       | Svizzera    | 55"53       |             |
| 31   | 1        | 6      | Karl Luht            | Estonia     | 55"60       |             |
| 31   | 4        | 9      | Jakub Skierka        | Polonia     | 55"60       |             |
| 33   | 3        | 3      | Gytis Stankevičius   | Lituania    | 55"63       |             |
| 34   | 5        | 0      | Elliot Clogg         | Regno Unito | 55"77       |             |
| 34   | 6        | 3      | Nikita Ulyanov       | Russia      | 55"77       |             |
| 36   | 2        | 3      | Björn Seeliger       | Svezia      | 55"89       |             |
| 37   | 3        | 1      | Geoffroy Mathieu     | Francia     | 56"09       |             |
| 38   | 3        | 0      | Girts Feldbergs      | Lettonia    | 56"12       |             |
| 39   | 2        | 8      | Ivan Gajšek          | Croazia     | 56"41       |             |
| 40   | 6        | 9      | Kamil Kaźmierczak    | Polonia     | 56"47       |             |
| 41   | 3        | 2      | Viktar Staselovich   | Bielorussia | 56"48       |             |
| 42   | 2        | 2      | Nikola Acin          | Serbia      | 56"59       |             |
| 43   | 2        | 6      | Armin Lelle          | Estonia     | 56"64       |             |
| 44   | 3        | 4      | Jonatan Kopelev      | Israele     | 56"81       |             |
| 45   | 2        | 7      | Ege Başer            | Turchia     | 56"95       |             |
| 46   | 1        | 3      | Metin Aydın          | Turchia     | 57"19       |             |
| 46   | 2        | 0      | Berk Özkul           | Turchia     | 57"19       |             |
| 48   | 2        | 1      | Adam Černek          | Slovacchia  | 57"83       |             |
| 49   | 1        | 4      | Rasim Gör            | Turchia     | 57"90       |             |
| 50   | 2        | 5      | Andrei-Mircea Anghel | Romania     | 59"14       |             |
| 51   | 2        | 9      | Thomas Wareing       | Malta       | 1'00"11     |             |
| 52   | 1        | 5      | Dren Ukimeraj        | Kosovo      | 1'04"62     |             |
| DNS  | 5        | 8      | David Gamburg        | Israele     | Non partito | Non partito |

### Semifinali

#### Semifinale 1
| Pos. | Corsia | Atleta             | Nazionalità | Tempo | Note |
| ---- | ------ | ------------------ | ----------- | ----- | ---- |
| 1    | 4      | Kliment Kolesnikov | Russia      | 52"95 | Q EJ |
| 2    | 5      | Robert Glință      | Romania     | 53"63 | Q    |
| 3    | 2      | Christian Diener   | Germania    | 54"10 | Q    |
| 4    | 3      | Jan-Philip Glania  | Germania    | 54"24 | Q    |
| 5    | 1      | Richárd Bohus      | Ungheria    | 54"58 |      |
| 6    | 6      | Yakov Toumarkin    | Israele     | 54"63 |      |
| 7    | 7      | Shane Ryan         | Irlanda     | 54"79 |      |
| 8    | 8      | Paul Bedel         | Francia     | 54"99 |      |

#### Semifinale 2
| Pos. | Corsia | Atleta             | Nazionalità | Tempo | Note |
| ---- | ------ | ------------------ | ----------- | ----- | ---- |
| 1    | 4      | Evgenij Rylov      | Russia      | 53"20 | Q    |
| 2    | 5      | Simone Sabbioni    | Italia      | 53"39 | Q    |
| 3    | 3      | Apostolos Christou | Grecia      | 53"90 | Q    |
| 4    | 8      | Thomas Ceccon      | Italia      | 54"24 | Q    |
| 5    | 2      | Conor Ferguson     | Irlanda     | 54"38 |      |
| 6    | 1      | Brodie Williams    | Regno Unito | 54"60 |      |
| 7    | 7      | Tomáš Franta       | Rep. Ceca   | 54"63 |      |
| 8    | 6      | Luke Greenbank     | Regno Unito | 54"65 |      |

### Finale
| Pos. | Corsia | Atleta             | Nazionalità | Tempo | Note |
| ---- | ------ | ------------------ | ----------- | ----- | ---- |
|      | 4      | Kliment Kolesnikov | Russia      | 52"53 | EJ   |
|      | 5      | Evgenij Rylov      | Russia      | 52"74 |      |
|      | 2      | Apostolos Christou | Grecia      | 53"72 |      |
| 4    | 6      | Robert Glință      | Romania     | 53"81 |      |
| 5    | 8      | Thomas Ceccon      | Italia      | 53"85 |      |
| 5    | 3      | Simone Sabbioni    | Italia      | 53"85 |      |
| 7    | 7      | Christian Diener   | Germania    | 53"92 |      |
| 8    | 1      | Jan-Philip Glania  | Germania    | 54"35 |      |